# Liste der Klassischen Archäologen an der Johannes Gutenberg-Universität Mainz
In der Liste der Klassischen Archäologen an der Johannes Gutenberg-Universität Mainz werden alle Hochschullehrer für Klassische Archäologie gesammelt, die an der Johannes Gutenberg-Universität Mainz lehrten und lehren.
Wie die ganze Universität Mainz (gegründet 1946) hat auch das Fach Klassische Archäologie dort keine lange Tradition. Die Professur für Klassische Archäologie wurde 1948 eingerichtet. Zum Institut gehörte von Anfang an eine Original- und Abgusssammlung. Heute gehört es als Abteilung zum Institut für Altertumswissenschaften.
Angegeben sind in der ersten Spalte der Name und die Lebensdaten, in der zweiten Spalte wird der Eintritt in die Universität angegeben, in der dritten Spalte das Ausscheiden. Spalte vier nennt die höchste an der Universität Mainz erreichte Position. Die nächste Spalte nennt den Werdegang in Bezug auf die Universität. In der letzten Spalte werden Bilder der Dozenten gezeigt.
| Wissenschaftler                | von  | bis  | Funktion                             | Bemerkungen | Bild     |
| ------------------------------ | ---- | ---- | ------------------------------------ | --- | -------- |
| Roland Hampe (1908–1981)       | 1948 | 1957 | Ordentlicher Professor               | | Bildlink |
| German Hafner (1911–2008)      | 1950 | 1977 | Wissenschaftlicher Rat und Professor | 1950 Wissenschaftlicher Assistent, 1951 Habilitation, 1954 Diätendozent, 1957 außerplanmäßiger Professor, 1963 wissenschaftlicher Rat, 1965 wissenschaftlicher Rat und Professor, 1976 Lehrstuhlvertretung       |          |
| Erika Simon (1927–2019)        | 1953 | 1959 | Privatdozentin                       | 1953 Wissenschaftliche Assistentin, 1957 Habilitation, Privatdozentin | Bildlink |
| Walter Hahland (1901–1966)     | 1953 | 1959 | Professor zur Wiederverwendung       | |          |
| Frank Brommer (1911–1993)      | 1958 | 1976 | Ordentlicher Professor               | |          |
| Hagen Biesantz (1924–1996)     | 1959 | 1966 | Privatdozent                         | 1959 Wissenschaftlicher Assistent, 1962 Habilitation, 1963 Privatdozent | Bildlink |
| Klaus Tuchelt (1931–2001)      | 1964 | 1969 | Wissenschaftlicher Assistent         | 1964 Wissenschaftlicher Assistent, 1968 Habilitation |          |
| Hermann Büsing (1940–2021)     | 1969 | 1977 | Assistenzprofessor                   | 1969 Wissenschaftlicher Assistent; 1972 Assistenzprofessor |          |
| Ursula Höckmann (* 1938)       | 1974 | 2003 | außerplanmäßige Professorin          | Wissenschaftliche Mitarbeiterin, 1979/80 Habilitation, 1989 außerplanmäßigen Professorin, 1997 Teilprojektleiterin SFB 295                                                                                       |          |
| Robert Fleischer (* 1941)      | 1977 | 2006 | C4-Professor                         | | Bildlink |
| Dagmar Kemp-Lindemann (* 1949) | 1977 | 1982 | Wissenschaftliche Mitarbeiterin      | |          |
| Burkhardt Wesenberg (* 1940)   | 1978 | 1985 | C3-Professor                         | | Bildlink |
| Renate Bol (* 1945)            | 1981 | 2007 | außerplanmäßige Professorin          | 1981 Wissenschaftliche Mitarbeiterin, 1994 Habilitation, 1997–2008 Teilprojektleiterin im SFB 295 |          |
| Friederike Naumann (* 1951)    | 1982 | 1985 | Wissenschaftliche Mitarbeiterin      | | Bildlink |
| Stephan Steingräber (* 1951)   | 1986 | 1993 | Wissenschaftlicher Mitarbeiter       | 1986 Wissenschaftlicher Mitarbeiter, 1994 Habilitation | Bildlink |
| Annalis Leibundgut (1932–2014) | 1987 | 1997 | W3-Professur                         | | Bildlink |
| Friederike Fless (* 1964)      | 1992 | 1993 | Wissenschaftliche Mitarbeiterin      | |          |
| Dominique Svenson (* 1959)     | 1993 | 1994 | Wissenschaftliche Mitarbeiterin      | |          |
| Klaus Junker (* 1958)          | 1994 | 2024 | Außerplanmäßiger Professor           | 1994 Wissenschaftlicher Assistent, 2001 Habilitation, Hochschuldozent, 2008 Wissenschaftlicher Angestellter und Lehrkraft für besondere Aufgaben und Studienmanager Archäologie, 2011 Außerplanmäßiger Professor | Bildlink |
| Thomas M. Weber (* 1953)       | 1994 | 2010 | Außerplanmäßiger Professor           | 1996 Habilitation, 1997–2008 Teilprojektleiter SFB 295, 2004 Außerplanmäßiger Professor |          |
| Patrick Schollmeyer (* 1965)   | 1998 |      | Wissenschaftlicher Mitarbeiter       | 1998 Angestellter, 2000 wissenschaftlicher Mitarbeiter SFB 295, 2008 Kurator der Original- und Abguss-Sammlung, 2014 zusätzlich Kurator der „Schule des Sehens“                                                  | Bildlink |
| Detlev Kreikenbom (* 1951)     | 1998 | 2018 | C3-Professor                         | | Bildlink |
| Dagmar Grassinger              | 1999 | 1999 | Wissenschaftliche Assistentin        | Vertretung Junker | Bildlink |
| Karl-Uwe Mahler (* 1967)       | 2003 | 2015 | Wissenschaftlicher Mitarbeiter       | | Bildlink |
| Heide Frielinghaus (* 1968)    | 2008 |      | W3-Professorin                       | | Bildlink |
| Oliver Pilz (* 1976)           | 2008 | 2017 | Privatdozent                         | 2008 Wissenschaftlicher Mitarbeiter, 2017 Habilitation, Privatdozent | Bildlink |
| Constanze Graml                | 2011 | 2013 | Wissenschaftliche Mitarbeiterin      | |          |
| Alexandra W. Busch (* 1975)    | 2018 |      | W3-Professorin                       | hauptberuflich Generaldirektorin des Römisch-Germanischen Zentralmuseums bzw. des Leibniz-Zentrum für Archäologie                                                                                                |          |
| Anne Sieverling (* 1982)       | 2018 |      | Wissenschaftliche Mitarbeiterin      | | Bildlink |
| Johannes Lipps (* 1980)        | 2019 |      | W3-Professor                         | 2019–2024 beurlaubt als Fellow am Gutenberg Forschungskolleg | Bildlink |
| Paul P. Pasieka (* 1988)       | 2020 |      | Wissenschaftlicher Mitarbeiter       | | Bildlink |
| Marion Bolder-Boos (* 1979)    | 2020 | 2021 | Wissenschaftliche Mitarbeiterin      | Vertretung Pasieka | Bildlink |
| Matthias Grawehr (* 1976)      | 2020 | 2024 | Vertretungsprofessor                 | Vertretung Lipps | Bildlink |
| Catherine Teitz                | 2024 |      | Juniorprofessorin                    | |          |